# Dalbergia riedelii
Dalbergia riedelii là một loài thực vật có hoa trong họ Đậu. Loài này được (Benth.) Sandwith miêu tả khoa học đầu tiên.